# عبد الله بن عبد الرحمن السلوم
الشاعر عبد الله بن عبد الرحمن السلوم العنقري التميمي، ولد عام 1370هـ في بلدة القرائن في الوشم وتوفي سنة 1423 هـ. نشأ وهو يستمع للشعر، خاصة أن والده شاعر مفوه له قصائد اشتهر بها لا تقل جمالا وبهاء عن شعر كبار معاصريه وسابقيهم. نال شهادة الليسانس في التاريخ عام 1396 هجرية وذلك من جامعة الملك سعود (الرياض) آن ذاك. تدرج في سلم الوظيفة الحكومية إلى أن تبوأ المرتبة الخامسة عشرة في إمارة منطقة الرياض وكيلا مساعدا للشؤون الأمنية ومديراً للمكتب الخاص للأمير سلمان بن عبد العزيز حتى وفاته. قد اتصف بدماثة الأخلاق، وحسن التعامل، والتواضع ، وهدوء الطَبْع وقد تميز شعره بقوة العبارة وصدق العاطفة وجزالة وعمق المعنى وغزارة الإنتاج، فأتت قصائده محببة للنفس، تسكن الوجدان وتحرك المشاعر فعلى الرغم من طول نفسه في بنائه للقصيدة إلا أنه استطاع المحافظة على الوحدة العضوية والموضوعية لها مما يجعل القارئ في اتصال وتواصل دائماً معها. صدر له ديوانان (ديوان الخطوة الحائرة) عام 1402هـ وديوان (عبد الله السلوم) عام 1416هـ
وصفه الشاعر عبد الله الفيصل في لقاء صحفي بأنه (قمة من قمم الشعر) كما كان له مساجلات كثيرة مع الأمير محمد السديري حتى اسماه (بحتري الشعر الشعبي)، وكذلك له مساجلات مع الكثير من الشعراء مثل محمد السياري، والشاعر عبد الله بن عون، والشاعر محمد بن زبن عمير، وعمير بن زبن بن عمير، وعبد الرحمن العطاوي، وعبد الرحمن بن قاسم، وعبد الله السياري، والحميدي الحربي، وعبد الله الثميري، وراشد بن جعيثن، وخضير البراق، وصنيتان المطيري، وسعدان الرشيدي، وفهد السياري، وحمود البغيلي، وغيرهم، وقد احتضنت مدارات شعبية العديد من قصائده ومساجلاته.

## قصائده
في هذه القصيدة يصف نجد ومدى حبه لها وتعلقه بها:
البحر صديق الشعراء حيث يبوحون له بما يختلج في ذاتهم ويعبرون له ما تكنه صدورهم.
وفي هذه الأبيات التي يخاطب بها الشاعر البحر حيث يقول:
ومن القصائد التي خلدها التاريخ وحفظتها القلوب وتفاعلت معها الأحاسيس توفرت فيه كل مقومات الديمومة والاستمرار هذه القصيدة التي أرسلها للمرحوم الأمير محمد السديري منها:
وله هذه القصيدة التي تتميز بالحكمة والعبرة:
كثير من الناس ينساق خلف المظاهر وينخدع بها ولكن الشاعر له رؤيته الخاصة حيال هذه الظاهرة حيث يقول:
وفي هذه الأبيات التي يتجلى بها دقة الوصف وحسن الرصف وقوة المعنى وعذوبة المفردة حيث يقول:
في هذه الأبيات التي يحاور بها حمام الورق كنوع من الشكوى والتفريغ النفسي للشاعر في أبيات تنساب عذوبة وتتدفق شاعرية:
الوداع التياع، وهم يجزع النفس ويقلق الذات وهذه الأبيات من قصيدة له في الوداع منها:
وهذه القصيدة التي يصف بها الرحيل ومعاناته بليل طويل..
وله هذه القصيدة التي يذكر بها أن الوقت هو نفسه لم يتغير ولكن السر في تغير طباع الناس..